# Kang, Botswana

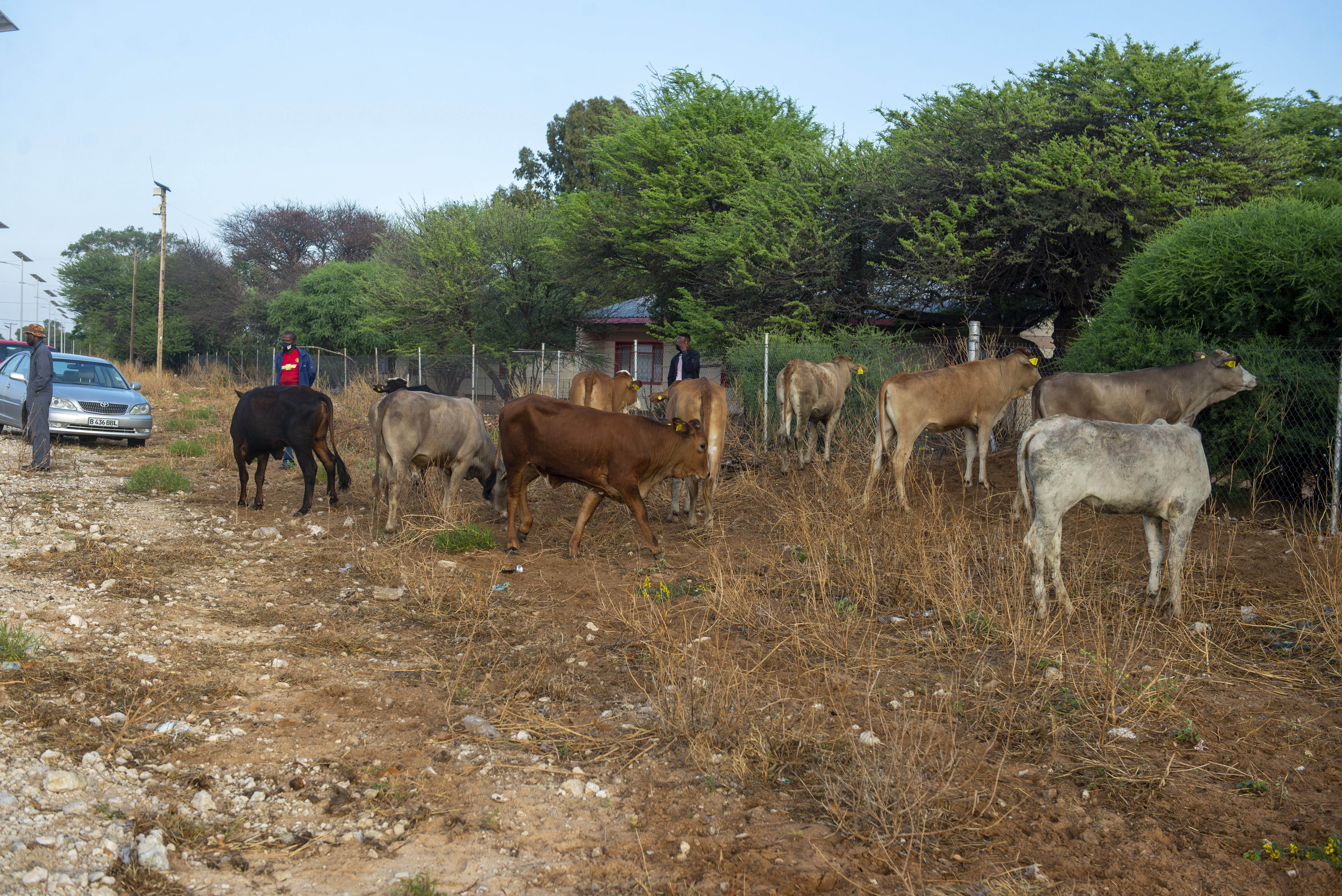
Kang

Kang är en ort i distriktet Kgalagadi i Botswana. Orten är belägen i Kalahariöknen längs Transkalahariska motorvägen mellan Ghanzi i norr och Sekoma i söder.